# Flughafen Amapá

i7
i11
i13
Der Flughafen Amapá (ICAO-Code: SBAM) ist ein Flughafen im brasilianischen Bundesstaat Amapá. Er liegt auf einer Höhe von 14 m AMSL etwa 7 km nordwestlich der Stadt Amapá und damit etwa 230 km nordnordöstlich von Macapá. Im brasilianischen Kategorisierungsschema für Flugplätze wird er in die Gruppe Aeródromos principais (etwa: wichtige Flughäfen) einsortiert.
Die einzige Start- und Landebahn verläuft in etwa südwest-nordöstlicher Ausrichtung (07/25). Sie ist 7075 ft (2156 m) lang und asphaltiert. Als Navigationshilfe steht ein NDB zur Verfügung, ein Instrumentenlandesystem ist nicht vorhanden.